# The Romance of Tarzan
The Romance of Tarzan (Brasil: O Romance de Tarzan ) é um filme norte-americano de 1918, do gênero aventura, dirigido por Wilfred Lucas e estrelado por Elmo Lincoln e Enid Markey.

## A produção
Com o sucesso de Tarzan of the Apes, o produtor William Parsons preparou uma continuação ainda para o mesmo ano. Edgar Rice Burroughs protestou, mas nada pôde fazer, porque Parsons fez-lhe ver que adquirira os direitos do romance homônimo e era sua prerrogativa filmá-lo em duas partes, se assim o desejasse.
Baseado nos capítulos finais do best-seller de Burroughs, The Romance of Tarzan fez tanto sucesso quanto o filme precedente. Dois anos depois, Parsons relançou ambas as películas em sessões duplas, para alegria do público. Entretanto, nem um único centavo de todo esse dinheiro foi parar nas mãos de Burroughs, o que levou o escritor a abrir os olhos em casos de futuros negócios com o mundo do cinema. Ele também processou o produtor, mas perdeu a causa.

## Sinopse
Tarzan decide ir à Inglaterra reclamar a fortuna do pai, Lorde Greystoke. O navio em que estão ele, Jane e seu primo Clayton, entre outros, é atacado e Tarzan é dado como morto. Mas ele consegue nadar até outro barco e, finalmente, chega à propriedade de Jane em São Francisco—de smoking—a tempo de resgatá-la das mãos de bandidos.
Mais tarde, o insidioso Clayton contrata a dançarina Odine para envolver-se com Tarzan, o que leva Jane a repeli-lo. Acabrunhado, o herói retorna à selva. Logo em seguida, no entanto, Jane vai reunir-se a ele, depois que Odine, arrependida, conta-lhe toda a verdade.

## Recepção crítica
The Romance of Tarzan foi recebido friamente pela crítica, ao contrário de seu predecessor. Louis Reeves Harrison, importante crítico da época, escreveu no Moving Picture World que o filme é indiferente à logica e à vitalidade do tema, além de não se importar em manter o interesse nem ter propósitos definidos. Para o New York Times, "tirar Tarzan da selva e colocá-lo como herói de uma história vagabunda extraída do popular romance é um crime literário".

## Elenco

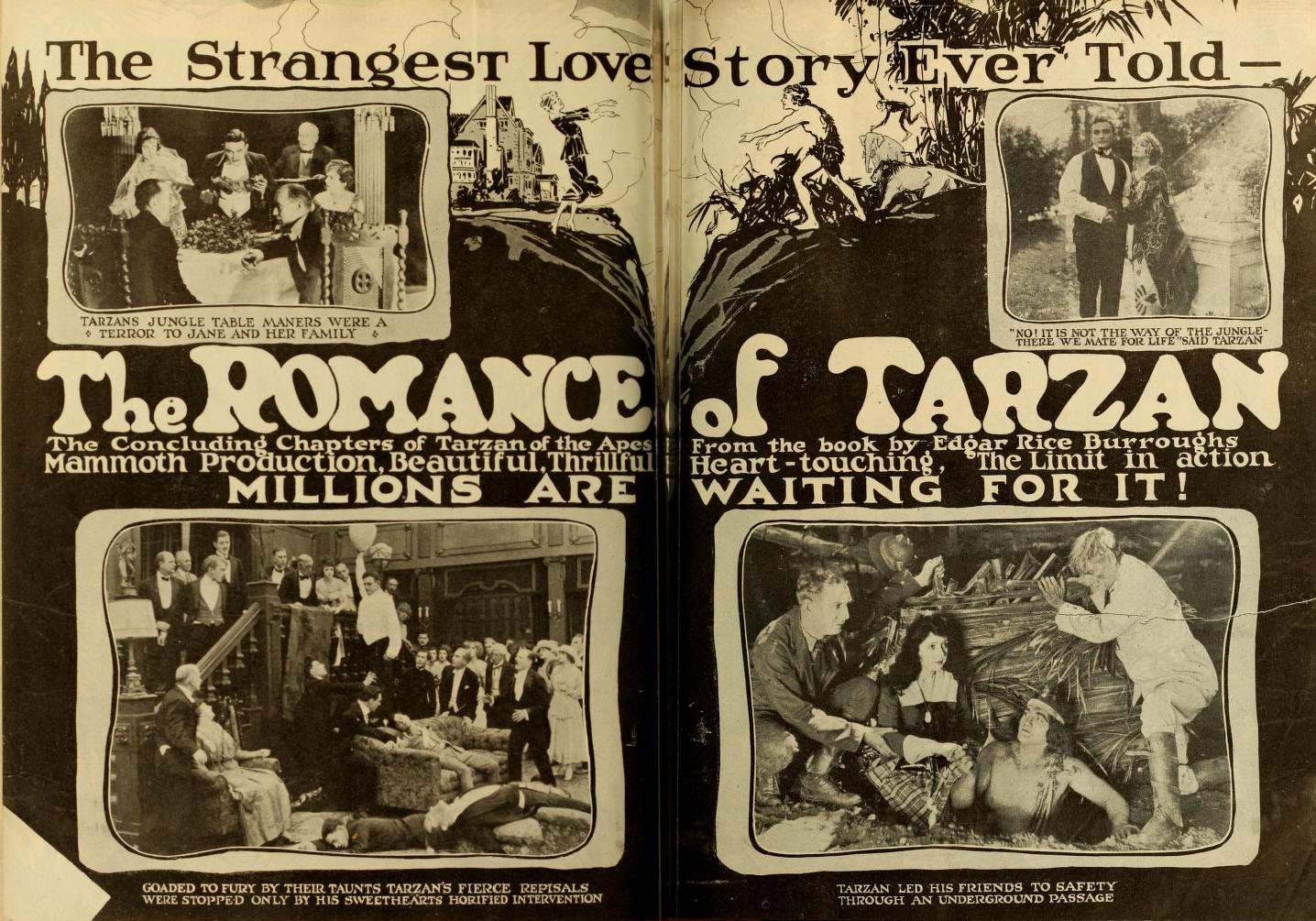
Anúncio de The Romance of Tarzan (1918)

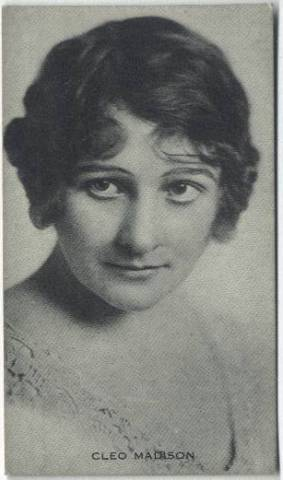
Cleo Madison, que interpreta no seriado a dançarina Odine.

| Ator/Atriz       | Personagem       |
| ---------------- | ---------------- |
| Elmo Lincoln     | Tarzan           |
| Enid Markey      | Jane Porter      |
| Thomas Jefferson | Professor Porter |
| Colin Kenny      | Clayton          |
| Cleo Madison     | Odine            |
| Clyde Benson     | Advogado         |
| Monte Blue       | Juan             |
| Gordon Griffith  | Tarzan jovem     |
| True Boardman    | Lord Greystoke   |
| Nigel De Brulier | Sacerdote        |
| Kathleen Kirkham | Lady Greystoke   |
| George B. French | Binns            |
| Phil Dunham      | Um inglês        |